# Municipio de Bryant (Nebraska)
El municipio de Bryant (en inglés: Bryant Township) es un municipio ubicado en el condado de Fillmore en el estado estadounidense de Nebraska. En el año 2010 tenía una población de 434 habitantes y una densidad poblacional de 4,63 personas por km².

## Geografía
El municipio de Bryant se encuentra ubicado en las coordenadas 40°24′3″N 97°46′36″O / 40.40083, -97.77667. Según la Oficina del Censo de los Estados Unidos, el municipio tiene una superficie total de 93.64 km², de la cual 93,35 km² corresponden a tierra firme y (0,31 %) 0,29 km² es agua.

## Demografía
Según el censo de 2010, había 434 personas residiendo en el municipio de Bryant. La densidad de población era de 4,63 hab./km². De los 434 habitantes, el municipio de Bryant estaba compuesto por el 98,62 % blancos, el 0,46 % eran afroamericanos, el 0,23 % eran de otras razas y el 0,69 % eran de una mezcla de razas. Del total de la población el 0,46 % eran hispanos o latinos de cualquier raza.